# The Journal of Theological Studies
The Journal of Theological Studies è una rivista accademica britannica di teologia in lingua inglese fondata nel 1899 e pubblicata dall'Oxford University Press nei mesi di aprile e di ottobre di ogni anno. Il periodico pubblica ricerche teologiche, paper scientifici, interpretazioni, testi e iscrizioni inedite, sia di documenti antichi sia moderni.
I volumi da I a L (la vecchia serie) vanno dal 1899 al 1949, mentre i volumi da 1 a 63 (la nuova serie) comprendono i numeri usciti in stampa dal 1950 al 2012. Gli abstract degli articoli dell'intera serie pubblicata fino al volume 65 del 2014 sono liberamente consultabili su JSTOR, e, parzialmente, anche nell'Internet Archive.
A partire dal 2012, gli editori sono Graham Gould, che cura gli articoli e le recensioni dei libri non direttamente afferenti al campo degli studi biblici (quali: patristica, storia della chiesa e teologia sistematica) e Katharine Dell (lettrice di letteratura e teologia dell'Antico Testamento presso la Facoltà di Teologia dell'Università di Cambridge, nonché fellow del St Catharine's College), la quale supervisiona articoli e recensioni di libri relativamente agli studi biblici e discipline correlate. 

I precedenti redattori includevano gli studiosi patristici James Bethune-Baker, Henry Chadwick e Maurice Wiles, e i biblisti Robert Lightfoot, Hedley Sparks, George Bradford Caird, Morna Hooker, John Barton e John Muddiman.